# دايفيد هيرسي
دايفيد هيرسي (بالإنجليزية: David Hersey)‏ هو مصمم إضاءة أمريكي، ولد في 30 نوفمبر 1939 في روتشستر في الولايات المتحدة.

## وصلات خارجية
- دايفيد هيرسي على موقع قاعدة بيانات برودواي على الإنترنت (الإنجليزية)